# At-Takathur
At-Takathur “A Cobiça” (do árabe: سورة التكاثر) é a centésima segunda sura do Alcorão e tem 8 ayats.